# Stadiu (unitate de măsură)
Stadiul (în greacă στάδιον, transliterat: stádion, în latină stadium), cunoscut de asemenea ca stadie (plural: stadii), a fost o unitate antică de măsură a lungimii. În perioada elenistică lungimea unui stadiu era de 185 de metri, aceasta fiind lungimea tipică a unui teren pentru sport („stadion”) din acel timp.
Potrivit lui Herodot un stadiu era egal cu 600 de picioare (podes). Cu toate acestea, lungimea piciorului varia în diferitele părți ale lumii grecești, iar lungimea stadiului a fost subiectul discuțiilor și ipotezelor timp de sute de ani. Diverse ipotetice lungimi echivalente au fost propuse, iar unele au fost acceptate. Printre acestea sunt: 
| Numele stadiului    | Lungime (aproximativă) | Descriere                                       | Propus de                                                   |
| ------------------- | ---------------------- | ----------------------------------------------- | ----------------------------------------------------------- |
| Itinerar            | 157 m                  | utilizat în măsurarea distanțelor de călătorie. | Jean-Antoine Letronne⁠(en)[traduceți], 1816                  |
| Olimpic             | 176 m                  | 600 x 294 mm                                    | Carl Ferdinand Friedrich Lehmann-Haupt⁠(en)[traduceți], 1929 |
| Ptolemeic sau atic  | 185 m                  | 600 x 308 mm                                    | Otto Cuntz⁠(en)[traduceți], 1923; D. R. Dicks, 1960          |
| Babilonian - persan | 196 m                  | 600 × 327 mm                                    | Lehmann-Haupt, 1929                                         |
| Fenician - egiptean | 209 m                  | 600 x 349 mm                                    | Lehmann-Haupt, 1929                                         |

O determinare empirică a lungimii stadiului a fost făcută de către Lev Vasilievici Firsov⁠(en)[traduceți], care a comparat 81 de distanțe menționate de Eratostene și Strabon cu linia dreaptă măsurată pe distanțele respective prin metode moderne și o medie a rezultatelor. El a obținut un rezultat de aproximativ 157,7 m.
Valoarea stadiului care este folosită poate afecta interpretarea textelor antice. De exemplu, o eroare în calculul circumferinței Pământului de către Eratostene sau Poseidonios este dependentă de tipul și măsura stadiului care este ales pentru a fi aproximat calculul.